# Narcissus asturiensis
Narcissus asturiensis, gelegentlich noch als Narcissus minimus geführt, ist eine Pflanzenart aus der Gattung der Narzissen (Narcissus) in der Familie der Amaryllisgewächse (Amaryllidaceae). Benannt ist sie nach den Asturischen Bergen in Spanien, wo Standorte gelegentlich noch in großen Höhen anzutreffen sind.

## Erscheinungsbild
Narcissus asturiensis zählt zu den kleinsten Narzissenarten. Sie erreicht eine Höhe von nur 5 bis 8 Zentimeter. Sowohl Haupt- als auch Nebenkrone sind entweder grüngelb oder kräftig gelb. Die Trompete ist nur 25 Millimeter lang. In ihrer Mitte ist sie etwas eingeschnürt. In ihrem Erscheinungsbild ähnelt sie Narcissus minor, wobei ein Unterscheidungsmerkmal ist, dass die Spatha grün bleibt, bis die Blüte verwelkt.

## Verbreitungsgebiet
Standorte befinden sich im Norden Spaniens, in den Asturischen Bergen sowie in Nord- und Zentralportugal. In Mitteleuropa wird sie gelegentlich im Garten kultiviert, wo sie bereits im Februar bis März ihre Blüten zeigt.

## Systematik
Umstritten ist, ob Narcissus asturiensis gemeinsam mit Narcissus jacetanus eine Art bildet. Die beiden Arten stellen jedoch unterschiedliche Anforderungen an die Bodenbedingungen. Während Narcissus asturiensis sauren Boden für ihr Gedeihen bevorzugt, wächst Narcissus jacetanus auf Kalk.